# Río Imperial
Río Imperial ist ein Fluss im Süden Chiles in der Región de la Araucanía.
Der Río Imperial hat eine Länge von rund 52 km. Er entsteht durch den Zusammenfluss des Rio Cautín und des Río Quepe. Der Rio Cautín entspringt am 2865 m hohen Vulkan Lonquimay. Die beiden Flüsse vereinigen sich wenige Kilometer südlich von Nueva Imperial im Westen von Temuco. Unmittelbar danach fließt noch der Río Cholchol zu. Schließlich mündet der mächtige Fluss bei Puerto Saavedra in den Pazifischen Ozean.

## Flussdaten
- Länge: 52 km (240 km mit Río Cautín)
- Fläche: 12.400 km² (mit Zuflüssen)

## Größere Städte in Flussnähe
- Nueva Imperial
- Carahue
- Puerto Saavedra

## Geschichte
Die Gebiete im Bereich des Río Imperial konnten von den spanischen Konquistadoren nie endgültig erobert werden. Von 1604 bis 1870 herrschten hier die Mapuche. Erst ab 1881 konnte das Gebiet um Temuco mit europäischen Einwanderern besiedelt werden.
Am 22. Mai 1960 wurde die Hafenstadt Puerto Saavedra durch ein sehr schweres Erdbeben praktisch komplett zerstört.